# Daouda Sow
Daouda Sow (n. 19 ianuarie 1983, Roubaix, Nord-Pas-de-Calais, Franța) este un boxer ce a reprezentat Franța, medaliat olimpic. A participat la o ediție a Jocurilor Olimpice (2008) în care a câștigat o medalie de argint.

## Participări
Lista de mai jos prezintă principalele competiții la care a participat Daouda Sow de-a lungul carierei.
- boxing at the 2008 Summer Olympics – lightweight[*]